# Place Mazelle
La place Mazelle est une voie de la commune française de Metz en Moselle.

## Situation et accès
Elle est située dans le quartier Outre-Seille, à la rencontre de la rue Haute-Seille, avenue Jean-XXIII, boulevard André-Maginot, rue Mazelle et rue Vigne Saint-Avold.

## Origine du nom
Son nom proviendrait du mot latin Macellum qui veut dire « marché ».

## Historique
Du Moyen Âge jusqu’au milieu du XXe siècle, la place est le lieu où se tiennent les marchés aux bestiaux, les bêtes pouvant boire dans la Seille.
Puis la place deviendra un parking de 113 places.
En 2010, la place est devenue partiellement piétonne et un parking privé en superstructure de 261 places sur trois niveaux a été construit le long du talus SNCF, inauguré lors de la cinquième édition de la Nuit blanche (manifestation culturelle). Un bassin de rétention d’eau souterrain de 8 500 m³ a été creusé afin d’améliorer la qualité de l’eau de la Seille. Ces nouveaux aménagements, ces profonds changements, permettent à la place Mazelle de devenir le trait d’union entre l’Ancienne Ville et le nouveau quartier de l’Amphithéâtre.

## Bâtiments remarquables et lieux de mémoire
Tous les ans, le premier week-end d’août, s’y déroule Macellum : une kermesse agricole, sorte de fête du cochon. La « ferme à la ville » avec tous les animaux de la ferme, dégustation de produits régionaux, animation musicale.